# Aframomum
Genre
Classification phylogénétique
Le genre Aframomum de la famille des Zingibéracées comprend environ 70 espèces répandues dans les régions tropicales d'Afrique et de Madagascar. Les graines de certaines espèces sont utilisées comme épices.
Karl Moritz Schumann en fit la description en 1904 dans Das Pflanzenreich. Regni vegetabilis conspectus de Adolf Engler (1900).

## Utilisation

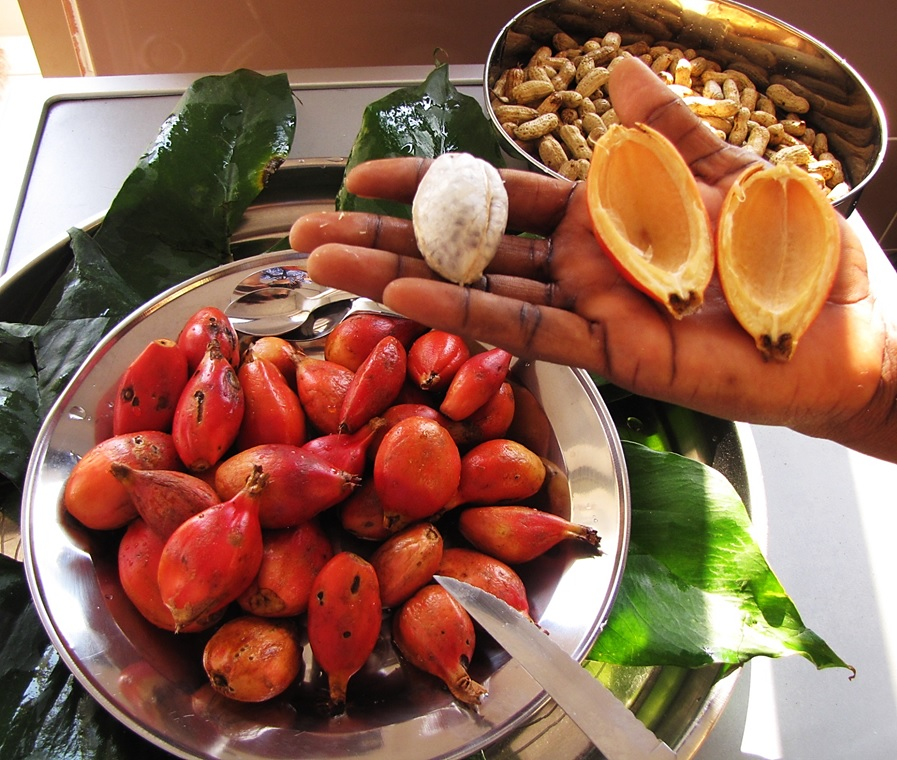
Fruits dAframomum alboviolaceum, consommés en Afrique centrale.

## Liste d'espèces
Selon World Checklist of Selected Plant Families (WCSP) (10 sept 2010) :

## Espèces aux noms obsolètes et leurs taxons de référence
Selon World Checklist of Selected Plant Families (WCSP) (10 sept 2010) :